# دخنة

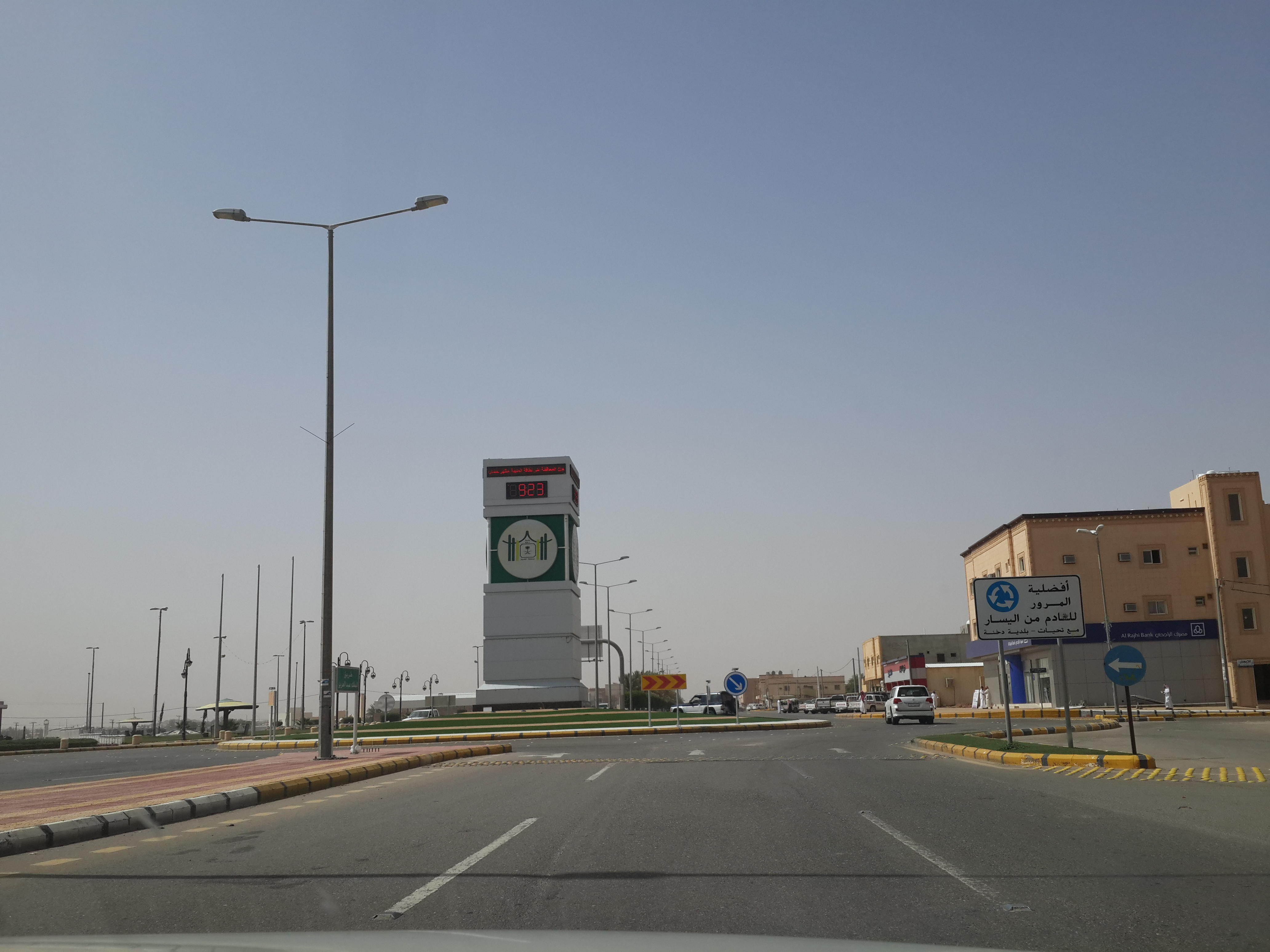
دوار الساعة وسط دخنة

دخنة مركز إداري يقع في الجنوب الغربي لمنطقة القصيم بالمملكة العربية السعودية، ويتبع إداريًا لمحافظة الرس. يُصنَّف كمركز من فئة (أ)، وتتبعه عدة قرى منها: فيضة دخنة، رفائع دخنة، غراب، الغيدانية، مفرق ابن زويد، الخالدية، الروضتين، والشبيكية.

## الموقع الجغرافي
تبعد دخنة عن مدينة بريدة حوالي 150 كيلومترًا، وعن محافظة الرس حوالي 50 كيلومترًا. تقع على طريق رئيسي يربط القادمين من العراق والكويت والبحرين والمنطقة الشرقية بالأماكن المقدسة مثل مكة المكرمة، والمناطق السياحية في غرب وجنوب المملكة مثل الطائف والسودة وأبها.

## التاريخ
تأسست دخنة عام 1333 هـ الموافق 1915 م. تُعرف بوقوعها على الطريق المؤدي إلى مكة المكرمة، وبجبل خزاز الذي شهد معارك تاريخية مثل معركة داحس والغبراء. كانت دخنة من الهجر التي أُنشئت في عهد الملك عبد العزيز آل سعود، ولعبت دورًا في توطين البادية.

## الجغرافيا
تقع دخنة بين عدد من الأودية والشعاب التي تنمو على ضفافها شجيرات الطلح، وتحيط بها سلسلة من الجبال الصخرية التي تحتوي على كهوف وشلالات. تُعرف المنطقة بمراعيها وأجوائها اللطيفة، مما جعلها موطنًا للإلهام في الشعر العربي.

## السكان
يبلغ عدد سكان دخنة حوالي 9,205 نسمة، وينتمي معظمهم إلى قبيلة الحصنان من مزينة

## الخدمات الحكومية
تتوفر في دخنة مجموعة من الخدمات الحكومية، منها:
- إمارة مركز دخنة
- محكمة شرعية
- مركز شرطة
- مركز مرور
- مركز للدفاع المدني
- مركز للهلال الأحمر
- مركز حضاري ثقافي
- مركز صحي للرعاية الأولية
- مكتب هيئة الأمر بالمعروف والنهي عن المنكر
- مكتب بريد
- مكتب للأوقاف والدعوة والإرشاد
- مكتب لتوعية الجاليات
- جمعية البر الخيرية
- لجنة التنمية الاجتماعية الأهلية
- مكتب بلدية دخنة

### التعليم
تضم دخنة عددًا من المؤسسات التعليمية، منها:
- 5 مدارس ابتدائية للبنين
- 7 مدارس ابتدائية للبنات
- مدرسة متوسطة وثانوية للبنين
- مجمع تعليمي متوسط وثانوي للبنات

## المعالم الطبيعية

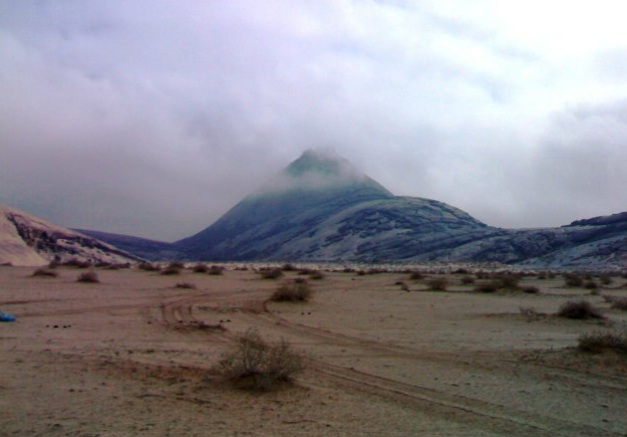
جبل خزاز يكسوه الضباب في فصل الشتاء

### جبل خزاز
تُعرف بلدة دخنة بوجود سلسلة جبال خزاز، وهي مجموعة من الجبال المتقاربة تقع جنوب شرق دخنة، ويُجاورها منتزه خزاز على بُعد يقارب 5 كيلومترات. تُعد هذه الجبال من المعالم الطبيعية البارزة في المنطقة نظرًا لموقعها الجغرافي وامتدادها التضاريسي.

### جبل كير
جبل كير هو جبل ذو لون مائل إلى الأحمر الداكن يقع شمال جبل خزاز، ويبعد عنه قرابة 10 كيلومترات، كما يبعد حوالي 17 كيلومترًا شرق جبل أمرة. يتميز بوقوعه في أرض مرتفعة تجعله مرئيًا من مسافات بعيدة، ويأخذ شكلًا مستطيلًا يمتد من الشمال إلى الجنوب. اشتهر هذا الجبل بجودة الصخور التي كانت تُستخدم سابقًا في صناعة بلاط الحرمين الشريفين، لما لها من خصائص مميزة في امتصاص الحرارة صيفًا واحتفاظها بالدفء شتاءً.

### منتزه خزاز
يقع منتزه خزاز في بلدة دخنة عند خط العرض (25.388749) وخط الطول (43.603692). أنشأت بلدية دخنة هذا المشروع النموذجي على مرحلتين؛ حيث تم افتتاح المرحلة الأولى عام 1434 هـ، والمرحلة الثانية في عام 1435 هـ. وقد سُمي المنتزه نسبة إلى سلسلة جبال خزاز المجاورة له.
يتضمن المنتزه شلالًا صناعيًا بارتفاع 50 مترًا، ويمتد على مساحة تزيد عن 250,000 متر مربع، منها أكثر من 100,000 متر مربع من المسطحات الخضراء. كما يحتوي على مضمارين للمشي، الأول بطول 1,250 مترًا والثاني بطول 1,100 متر. ويضم المنتزه أربعة مواقع مخصصة لألعاب الأطفال بمساحة إجمالية تتجاوز 4,000 متر مربع، بالإضافة إلى ساحة مخصصة لإقامة الفعاليات، ومسار لعربات الخيول، ومنطقة تسوق تهدف إلى تعزيز النشاط السياحي والخدمي في المنطقة.

## المشاريع التنموية
شهدت دخنة تنفيذ عدة مشاريع تنموية، منها:
- إنشاء منتزه خزاز
- تطوير المنطقة الصناعية
- تهذيب الأودية وتصريف السيول
- إنشاء أسواق تجارية
- تطوير وترميم الديرة القديمة
- إنشاء منتزه الروض
- إنشاء منتزهات أوثال
- مضامير للمشاة
- إنشاء مشاتل وحدائق
- سوق للمواشي والأعلاف

## الشعاب والأودية
- وادي النساء (أحد روافد وادي الرمة).
- شعيب دخنة (بطن عاقل في الجاهلية).
- شعيب أبو مروة (جنوبًا).
- شعيب أرطاوي دويرجة (شرقًا).
- شعيب درعة (غربًا).

## التسمية

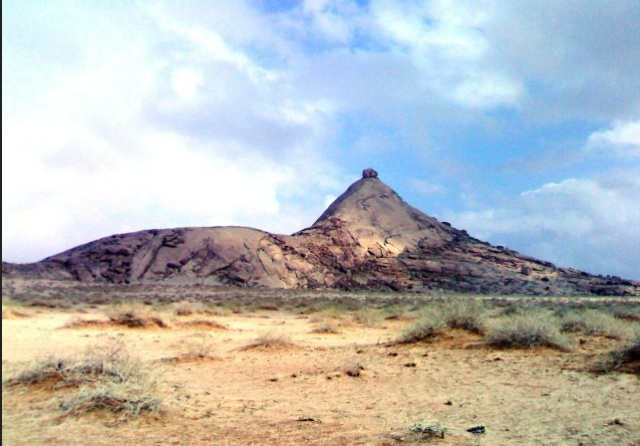
جبل خزاز الذي أشعلت فوق رأسه النار لثلاث أيام وثلاثة ليال

### التسمية الحديثة: دخنة
يُعتقد أن اسم "دخنة" ارتبط بجبل خزاز المجاور، حيث ورد في إحدى الروايات أن الشاعر الجاهلي السفاح التغلبي أشعل نارًا عظيمة على قمة جبل خزاز لتوجيه الجيوش نحو موقع المعركة. وبحسب هذه الرواية، ظلت النار مشتعلة لمدة ثلاثة أيام وثلاث ليالٍ، وكان يُرى دخانها من مسيرة ثلاثة أيام، وهو ما أدى إلى تسمية الموقع بـ"دخنة" نسبة إلى الدخان المتصاعد من النار.

يُستدل على هذه القصة من أبيات السفاح التغلبي التالية:
وليلٍ بتُّ أوقد في خزازى

 هديتُ كتائبًا متحيراتِ
ضللتُ من السهاد وكنّ لولا

 سهادِ القومِ أحسبُ هادياتِ
وقبل اعتماد اسم "دخنة"، كانت المنطقة تُعرف باسم "منعج".

### التسمية القديمة (منعج)
كان الاسم القديم للمنطقة هو "منعج"، ولا يزال هناك بئر في المنطقة يحمل هذا الاسم. وتُحيط بدخنة عدد من المعالم الجغرافية التي ارتبطت بهذا الاسم، مثل جبل خزاز، ووادي منعج، ووادي العاقلي (الذي يُعرف حاليًا بوادي النساء)، بالإضافة إلى جبل كير وجبل إمرة (الذي كان يُعرف بجبل متالع).

ذكر الشيخ محمد ناصر العبودي في كتاب معجم بلاد القصيم ما يلي:
"منعج: اسم بئر عادية تقع شمال وادي دخنة، ويمتلكها (عام 1391 هـ) بدر بن مفضي البهيمة، الذي كان والده أميرًا على دخنة. كانت هذه البئر ضحلة العمق في ذلك الوقت، ولا يتجاوز عمقها ذراعين. ويشير عدد من كبار السن من أهل المنطقة إلى أن وادي دخنة كان يُعرف قديمًا باسم وادي منعج، وهو الاسم الذي ورد في العديد من الأشعار والأخبار القديمة."
ويُذكر أن المياه في الوادي كانت سطحية ومتدفقة باستمرار، لكنها بدأت بالتناقص تدريجيًا بعد استخدام المضخات الحديثة.

### الأشعار الواردة في منعج
ورد ذكر "منعج" في عدد كبير من القصائد الجاهلية والإسلامية، ما يدل على أهميته التاريخية والجغرافية كمسرح من مسارح العرب.
من أبرز الشعراء الذين ذكروا منعج:

#### زهير بن أبي سلمى:
فقِف مضاراتٍ فَأكنافِ منعجٍ

فشرقيّ سلمى حوضُه فأجاوله
أحبّ بلادَ اللهِ ما بينَ منعجٍ
إلى سَلْمَى أن يصوبَ سحابُها
بلادٌ بها يُنطى عليّ تمائمي

وأولُ أرضٍ مسّ جلدي ترابُها

#### جرير:
ورد القطا زُمَرًا يُبادر منعجًا

أو من خوارجَ حائرًا مورودا
لعمركَ لا أنسى لياليَ منعجٍ

ولا عاقلًا إذ منزلُ الحيِّ عاقلُ

#### لبيد بن ربيعة:
تمير من غَولٍ عذابًا روية

ومن منعجٍ بيضُ الجِمامِ تُدامِلُا
تظل رواياهم تبرضن منعجًا
ولو وردته وهو ريان سائلُ
فمصعدُهم كي يقطعوا بطنَ منعجٍ

فضاقت بهم ذرعًا خزازٌ وعاقلُ

#### أوس بن حجر:
زعمتم أن غولًا والرِّجامَ لكم

ومنعجًا فاقصدوا فالأمرُ مشتركُ

#### الشماخ بن ضرار:
صَبا صبوةً من ذي بحارٍ فجاوزت

إلى آلِ ليلى بطنَ غولٍ فمنعجِ

#### العجاج:
نحن ضربنا الملكَ المُتوَّجا

يومَ الكلابِ ووردنا منعجَا

#### طفيل العنوي:
تواعدنا أَحْناخَهُم ونفئًا

ومنعجَهم بأحياءٍ غِضابِ

#### مقحم بن نويرة:
وعمرو بوادي منعجٍ إذ أجَنَّه

ولم أنسَ قبرًا عند ذات الوسائدِ